# Dutch Ladies Open 2011

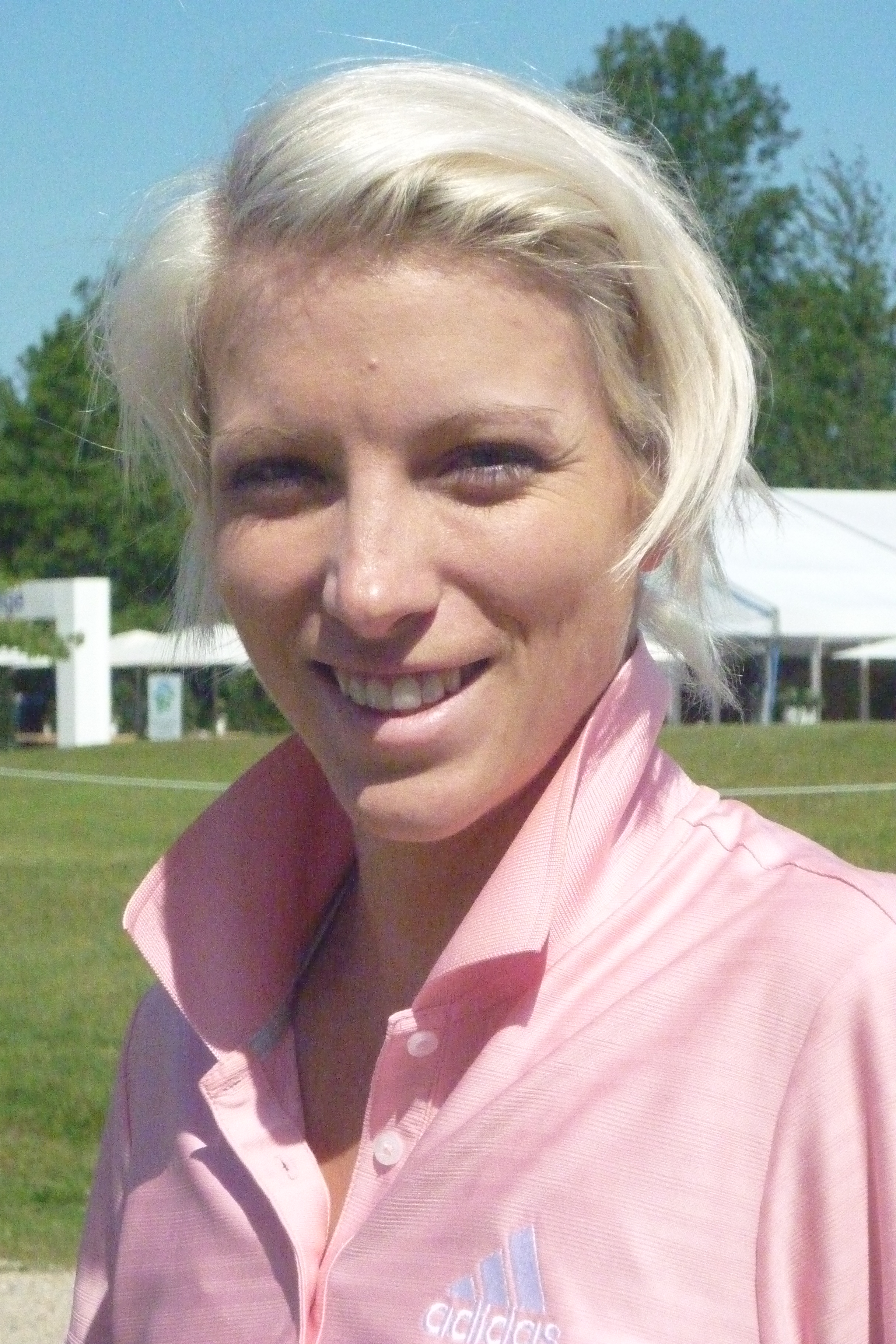
Melissa Reid, winnares 2011

Het Dutch Ladies Open is een Nederlands golftoernooi van de Ladies European Tour en werd in 2011 van 3 tot en met 5 juni gespeeld op de Golfclub Broekpolder in Vlaardingen. In Nederland heet het toernooi officieel het Deloitte Ladies Open. Het toernooi bestaat uit drie rondes van achttien holes. Het prijzengeld is € 250.000, de winnares krijgt hiervan € 37.500.
Titelverdediger is de Engelse Florentyna Parker. Zij vestigde een nieuw baanrecord voor dames-professionals met een score van 66 in de tweede ronde, waarna zij aan de leiding stond.
De Nederlandse Christel Boeljon eindigde in 2010 op de 12de plaats van de Europese ranglijst. De week voor het Dutch Ladies Open van 2011 eindigde ze met een score van -9 op de 2de plaats bij het Slowaaks Ladies Open en bereikte ze de top van de Europese rangorde. Zij is sinds begin 2011 ambassadrice voor Deloitte en het Ladies Open.

## Verslag
Pro-Am
Er stonden drie Pro-Ams op het programma. De twee Pro-Ams op woensdag werden gewonnen door de Ierse Rebecca Codd en de Nederlandse Marieke Nivard, beide teams scoorden -14. Donderdag werd er alleen 's middags een Pro-Am gespeeld.
Ronde 1
Na een winderige dag kwam de Engelse Holly Aitchison aan de leiding te staan met een mooie score van -5. Christel Boeljon was na de eerste ronde de beste Nederlandse speelster. Twee amateurs, Myrte Eikenaar en Karlijn Zaanen, maakten +7 en staan gedeeld 94ste. De derde amateur is de 17-jarige Krista Bakker, zij is de jongste deelneemster en maakte een ronde van 81.
Ronde 2
Stralende zon en veel minder wind, een dag om goed te scoren. Er waren zestien speelster met een score van 71 of beter. Een daarvan was de Nederlandse amateur Karlijn Zaanen, die nu met een totaal van +6 op een gedeeld 48ste plaats staat. Christel Boeljon eindigde met twee birdies en klom naar de vierde plaats die zij deelt met Melissa Reid. Er hebben zich in totaal vier Nederlandse speelsters voor de laatste ronde geplaatst:

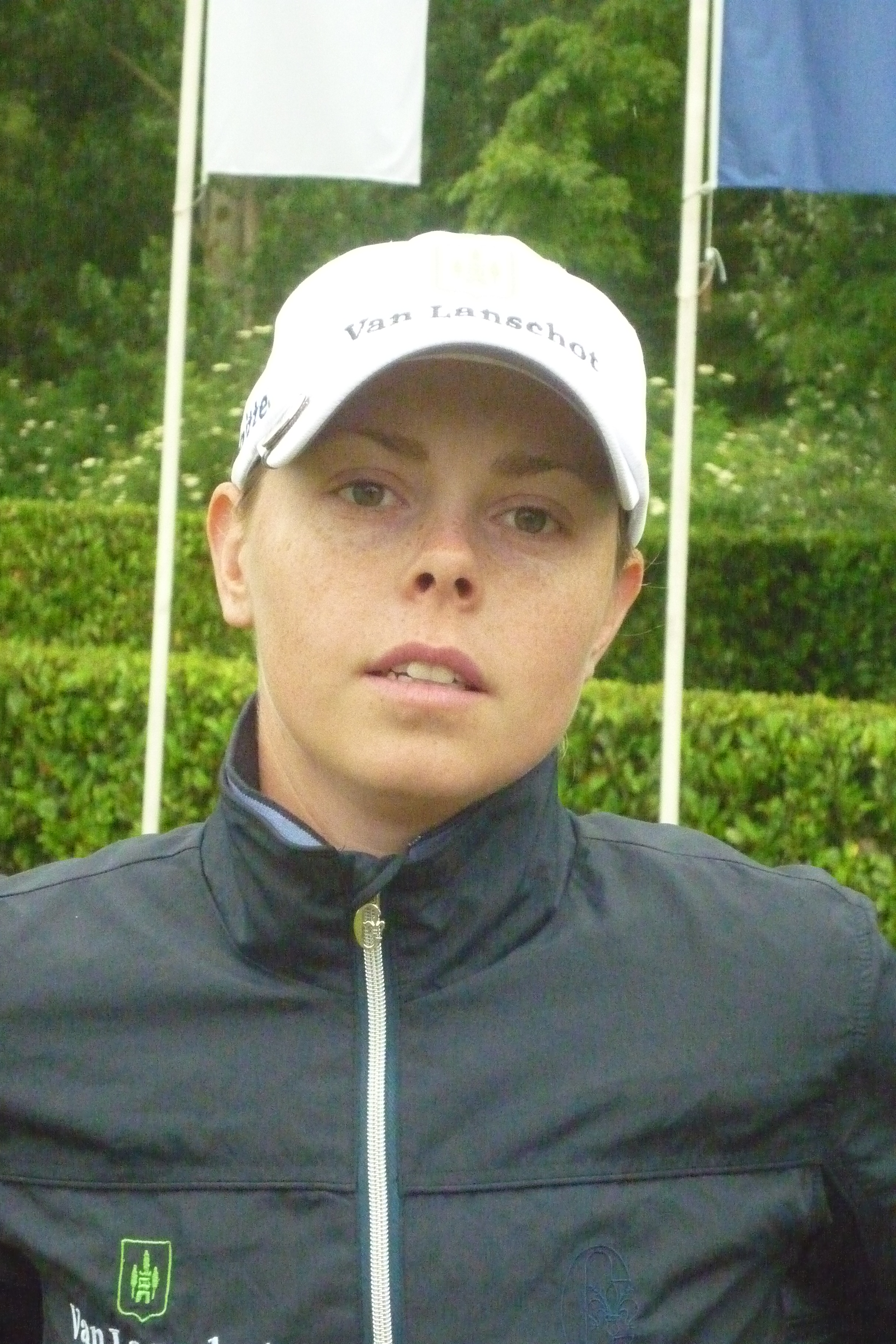
Christel Boeljon
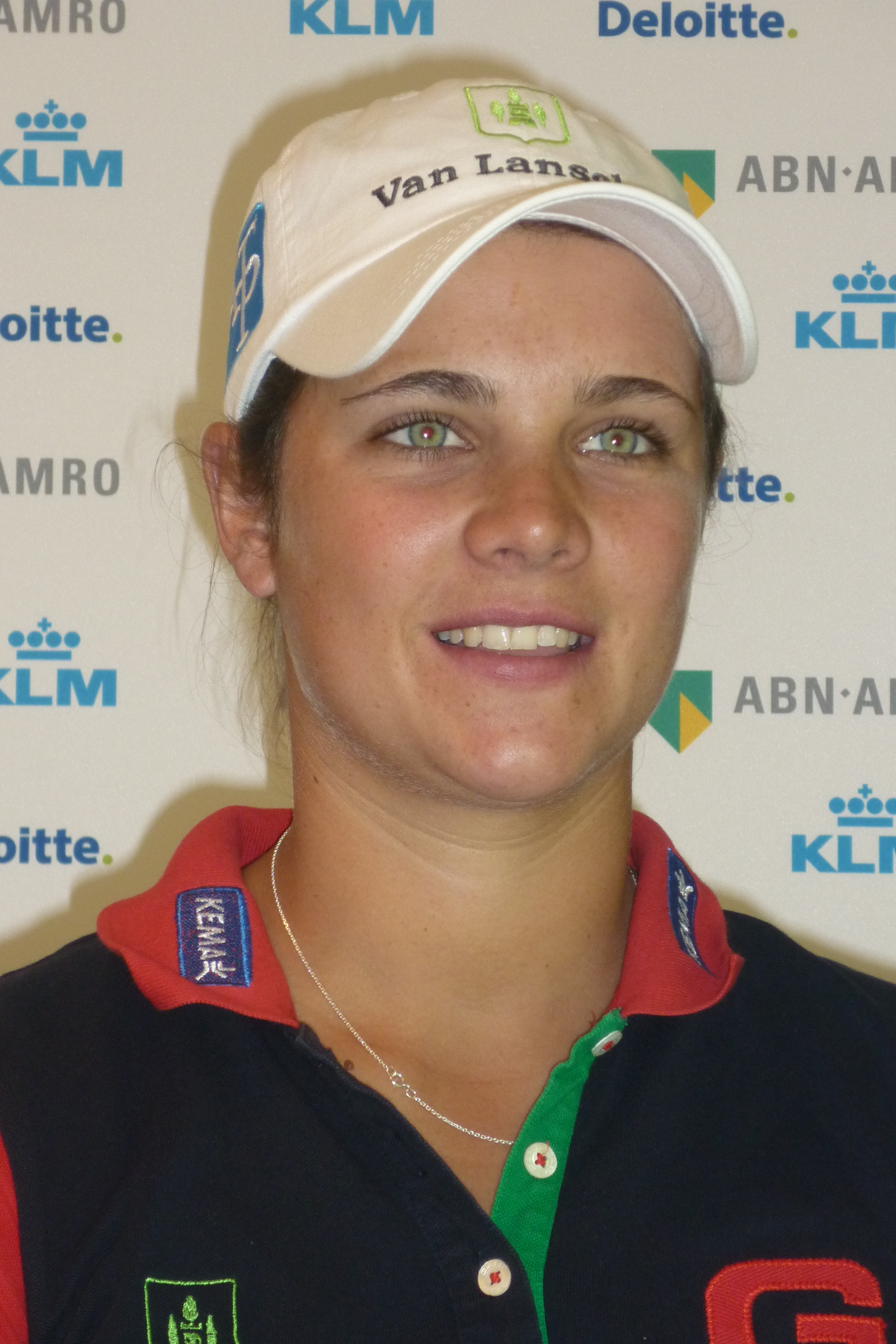
Marjet van der Graaff
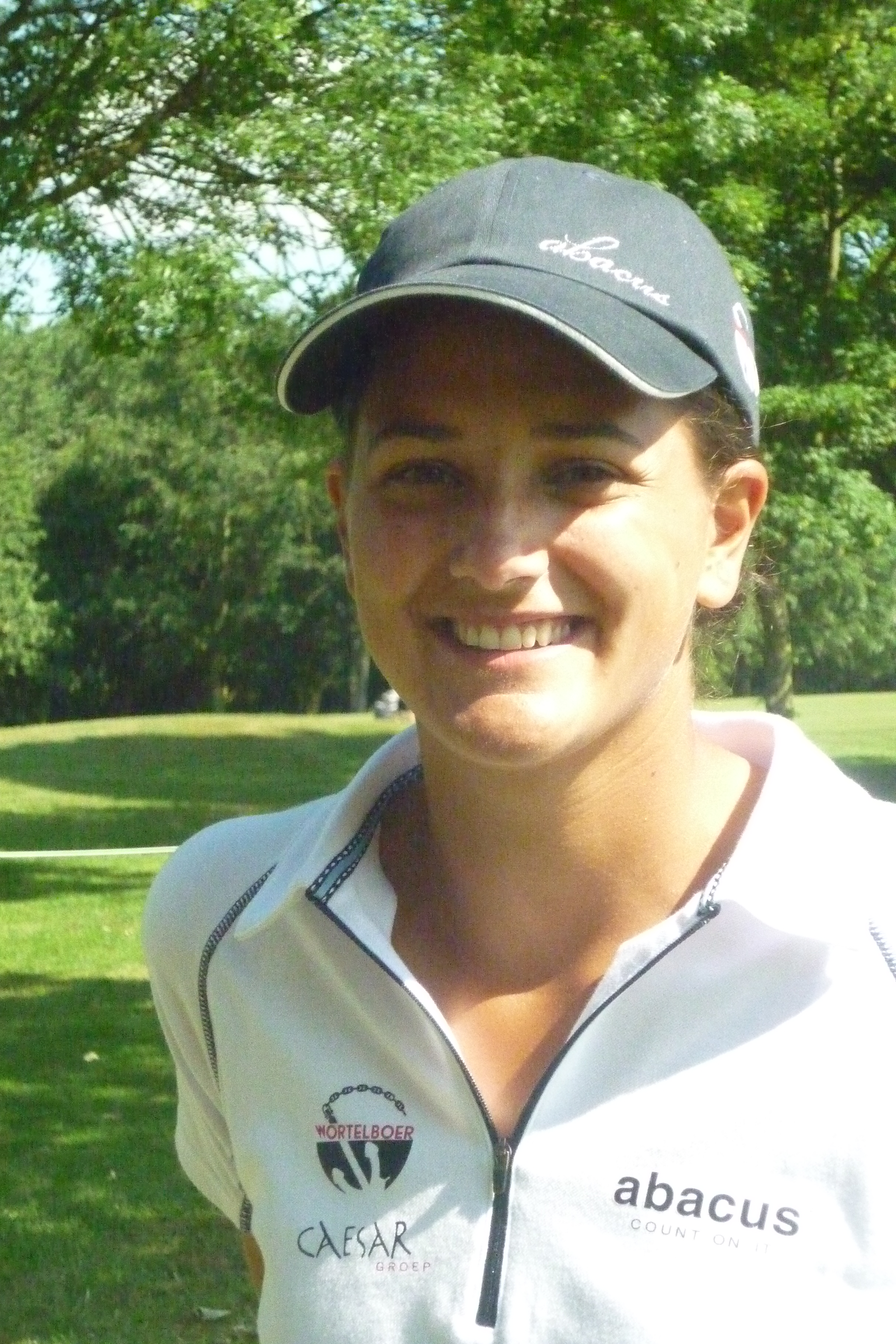
Kyra van Leeuwen
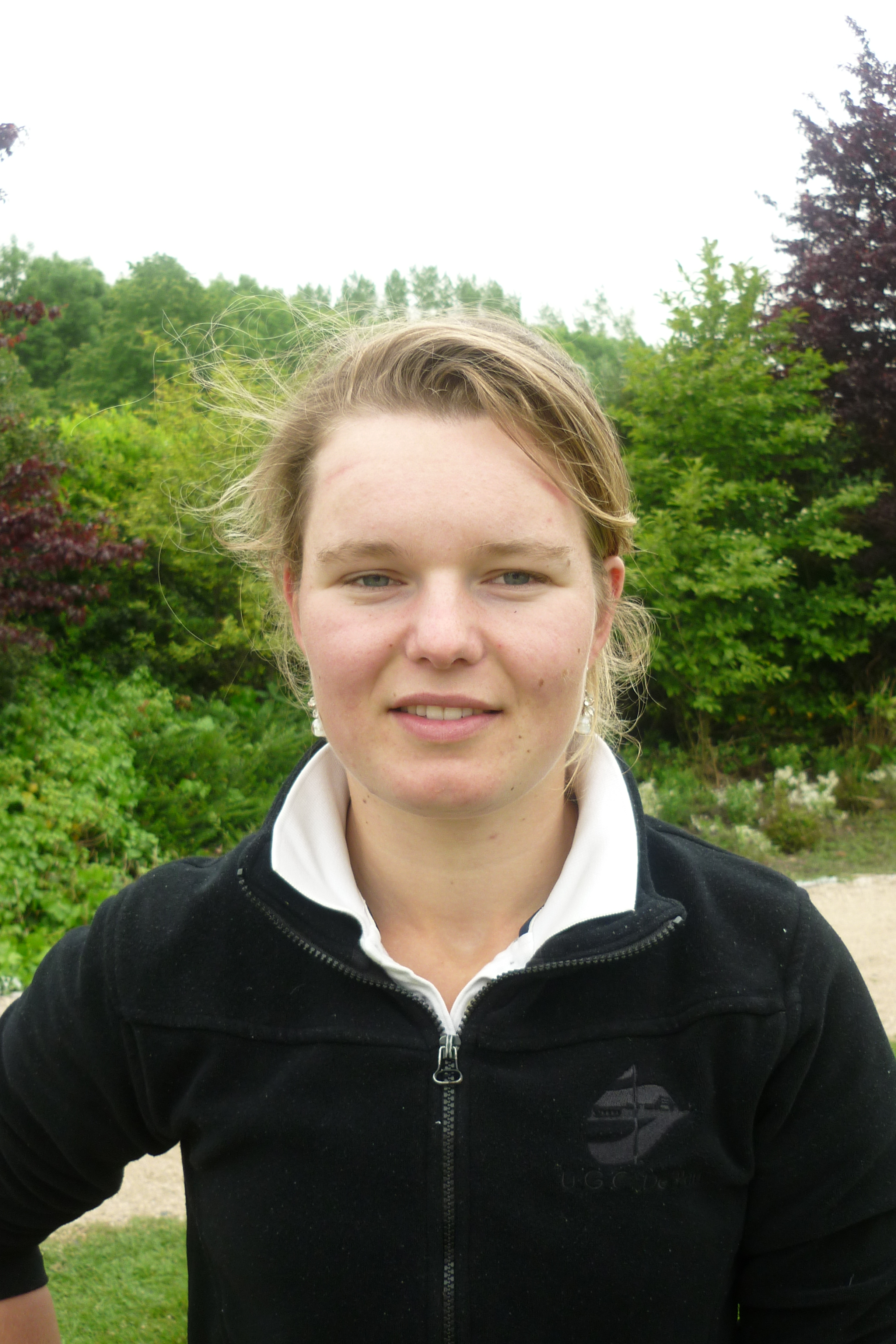
Karlijn Zaanen
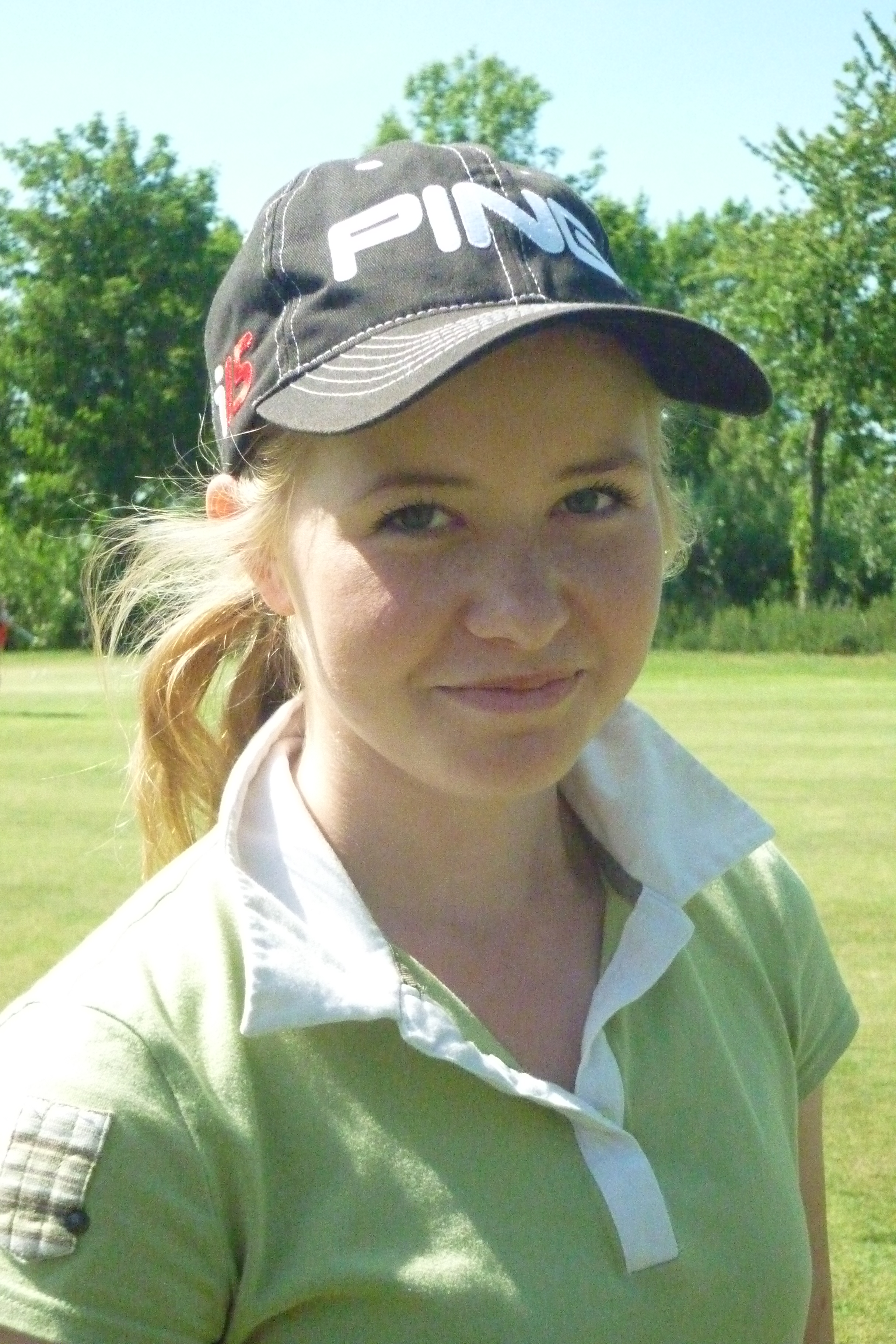
Krista Bakker

Ronde 3
Een dag die met motregen en regenkleding begon, maar rond het middaguur werd het droog. Lynette Brooky maakte drie bogeys in de eerste zes holes en stond daarna op -1. Christel Boeljon begon met een birdie en ging naar -2. Melissa Reid en Anne-Lise Caudal maakten drie birdies op de eerste negen holes en kwamen ineens op de eerste plaats bij Holly Aitchison, allen op een totaal van -3. Na een bogey van Caudal op hole 12 waren er nog maar twee leiders en na een birdie op hole 14 van Melissa Reid stond zij alleen aan de leiding, die zij vasthield ondanks een bogey op hole 17.
Caroline Afonso was inmiddels binnen, zij maakte een ronde van 67 en stond met -2 voorlopig op de 3de plaats. Ten slotte werd dat de 2de plaats, die ze met Aitchinson en Hedwall deelde.
Boeljon speelde de eerste negen holes in -2 maar daarna ging er van alles mis: bogey op hole 10, dubbel bogey op hole 11, bogey op hole 12. Met een totaal van +1 stond zij nu vijf slagen achter Melissa Reid, die het toernooi met een totaal van -3 won.
| Naam                  | Score R1 | Score R1 | Nr   | Score R2 | Score R2 | Totaal | Nr  | Score R3 | Score R3 | Totaal | Nr  |
| --------------------- | -------- | -------- | ---- | -------- | -------- | ------ | --- | -------- | -------- | ------ | --- |
| Melissa Reid          | 71       | -1       | T3   | 72       | par      | -1     | T4  | 70       | -2       | -3     | 1   |
| Caroline Afonso       | 76       | +4       | T56  | 71       | -1       | +3     | T27 | 67       | -5       | -2     | T2  |
| Holly Aitchison       | 67       | -5       | 1    | 71       | -1       | -6     | 1   | 76       | +4       | -2     | T2  |
| Caroline Hedwall      | 75       | +3       | T37  | 69       | -3       | par    | T5  | 70       | -2       | -2     | T2  |
| Anne-Lise Caudal      | 73       | +1       | T20  | 69       | -3       | -2     | 3   | 73       | +1       | -1     | T5  |
| Tara Davies           | 72       | par      | T13  | 72       | par      | par    | T5  | 71       | -1       | -1     | T5  |
| Diana Luna            | 69       | -3       | 2    | 75       | +3       | par    | T5  | 71       | -1       | -1     | T5  |
| Christel Boeljon      | 73       | +1       | T20  | 70       | -2       | -1     | T4  | 74       | +2       | +1     | T9  |
| Lynnette Brooky       | 71       | -1       | T3   | 69       | -3       | -4     | 2   | 77       | +5       | +1     | T9  |
| Kyra van Leeuwen      | 75       | +3       | T37  | 76       | +4       | +7     | T56 | 70       | -2       | +5     | T25 |
| Marjet van der Graaff | 76       | +4       | T56  | 75       | +3       | +7     | T56 | 70       | -2       | +5     | T25 |
| Karlijn Zaanen (AM)   | 79       | +7       | T91  | 71       | -1       | +6     | T48 | 72       | par      | +6     | T36 |
| Marieke Nivard        | 77       | +5       | T65  | 75       | +3       | +8     | MC  |          |          |        |     |
| Chrisje de Vries      | 77       | +5       | T65  | 77       | +5       | +10    | MC  |          |          |        |     |
| Lien Willems          | 78       | +6       | T84  | 76       | +4       | +10    | MC  |          |          |        |     |
| Bénédicte Toumpsin    | 75       | +3       | T37  | 80       | +8       | +11    | MC  |          |          |        |     |
| Lara Tadiotto         | 75       | +3       | T37  | 83       | +11      | +14    | MC  |          |          |        |     |
| Mette Hageman         | 80       | +8       | T103 | 78       | +6       | +14    | MC  |          |          |        |     |

## De speelsters
Er zullen 121 professionals meespelen, waaronder 6 Nederlandse professionals en 3 amateurs. Na twee rondes kwalificeren de beste 60 professionals zich voor de laatste ronde. Amateurs met dezelfde score mogen ook de laatste ronde spelen.
De 17-jarige Krista Bakker, zusje van Teemu Bakker, heeft op dit moment handicap 0,1. Zij plaatste zich door het NK Strokeplay te winnen. Haar vader, pro op de Lochemse Golf Club, zal haar caddie zijn. Karlijn Zaanen kreeg een wildcard omdat ze daar nummer 3 werd. Nummer 2 was Myrte Eikenaar, maar zij had al een wildcard.
| - Caroline Afonso - Holly Aitchison - Beth Allen - Carmen Alonso - Lucie André - Sara Ardstrom - Marina Arruti - Bree Arthur - Patricia Beliard - Rachel Bell - Elizabeth Bennett - Eva K Bjarvall - Helena Blomberg - Christel Boeljon - Caroline S Bon - Frances N Bondad - Carly Booth - Melodie Bourdy - Stacy L Bregman - Rebecca Brewerton - Lynnette Brooky - Laura Cabanillas - Emma Cabrera Bello - Krystle Caithness - Anne-Lise Caudal - Connie Chen - Joanne Clingan - Rebecca Codd - Kate Combes - Stefania Croce - Tandi M Cuningham - Tara L Davies - Tara Dayer-Smith | - Tara Delaney - Valentine Derrey - Suzanne E Dickens - Tania Elosegui - Lora D Fairclough - Camille Fallay - Pamela Feggans - Rebecca Flood - Nicole M Garrett - Barbara Genuini - Nicole Gergely - Martina Gillen - Sophie Giquel-Bettan - Elena M Giraud - Marjet van der Graaff - Julie Greciet - Mette Hageman - Rikka Hakkarainen - Lisa A Hall - Lisa G Hall - Christine L Hallstrom - Sahra Hassan - Caroline Hedwall - Rebecca Hudson - Rachel Jennings - Jessica Ji - Johanna M Johansson - Felicity Johnson - Malene Jorgensen - Hannah Jun - Zuzana Kamasova - Stacey Keating - Lynn Kenny | - Cassandra E Kirkland - Joanna O Klatten - Carin Koch - Jenni L Kuosa - Virginie Lagoutte-Clément (2005) - Vikki Laing - Ana Larraneta - Kym Larratt - Louise Larsson - Liebelei Lawrence - Corisande Lee - Kyra van Leeuwen - Breanne Loucks - Diana Luna - Johanna Lundberg - Karen M Lunn - Mariana Macias Capuzzi - Melanie Maetzler - Julie Maisongrosse - Caroline Masson - Kiran Matharu - Anja Monke - Danielle Montgomery - Sharmila Niccolet - Marieke Nivard - Lee-Anne Pace - Florentyna Parker (2010) - Federica Piovano - Titiya Plucksataporn - Clare Queen - Melissa Reid - Marion Ricordeau - Margherita Rigon | - Morgana Robbertze - Anna Rossi - Kaisa Ruuttila - Sophie Sandolo - Jade Schaeffer - Ashleigh Simon - Kirstie Smith - Lisa H Sorensen - Klara Spilkova - Nontaya Srisawang - Thipada Suwannapura - Lara Tadiotto - Kirsty Taylor - Bénédicte Toumpsin - Julie Tvede - Line Vedel - Chrisje de Vries - Kylie Walker - Sophie Walker - Kim Welch - Linda M Wessberg - Carolin Westrup - Ursula K Wikstrom - Lien Willems - Emma Zackrisson - Veronica Zorzi - Henrietta Zuel - Adriana Zwanck Amateurs - Myrte Eikenaar - Krista Bakker - Karlijn Zaanen |

## Extra prijzen
De eerste speelster die een hole-in-one maakt op hole 16 (130 meter) krijgt een BMW 640i cabrio. Woensdag werd er tijdens de Pro-AM een hole-in-one gemaakt door een lid van Broekpolder, maar die telde hiervoor niet mee. Zondag maakte de Australische Frances Bondad een hole-in-one en kreeg de BMW.
De eerste speelster die een hole-in-one maakt op hole 9 (175 meter) krijgt een Seamaster Aqua Terra Ladies ter waarde van € 5.780. De winnares krijgt behalve de trofee en een geldbedrag ook een Omega Speedmaster Ladies Chronograph horloge ter waarde van € 3.570.